# Magenbitter
Als Magenbitter oder Kräuterbitter werden Spirituosen mit einer Kombination von Kräutern bezeichnet, die sich positiv auf die Verdauung auswirken sollen. Sie werden gerne als Verdauungsschnaps getrunken oder sind Bestandteil von Longdrinks. Die Bitterstoffe, die von den hauptsächlichen Kräuterbestandteilen abhängen, sollen insbesondere die Magen- und Galle-Sekretion anregen. Der Alkoholanteil wiederum – und bei Likören auch der höhere Zuckeranteil – ist allerdings der verdauungsfördernden Wirkung eher hinderlich.
Nach der EU-Verordnung ist ein Bitter eine Spirituose mit einem vorherrschend bitteren Geschmack, der durch Aromatisierung mit natürlichen oder naturidentischen Geschmacksstoffen erzielt wird, und der Bitter muss einen Alkoholgehalt von mindestens 15 % aufweisen.
Viele als Magenbitter bezeichnete Produkte gehören aufgrund ihres hohen Gehaltes an Zucker von über 100 Gramm pro Liter eigentlich zu den Likören. Sie werden als Kräuterlikör, oft auch als „Halbbitter“ bezeichnet.

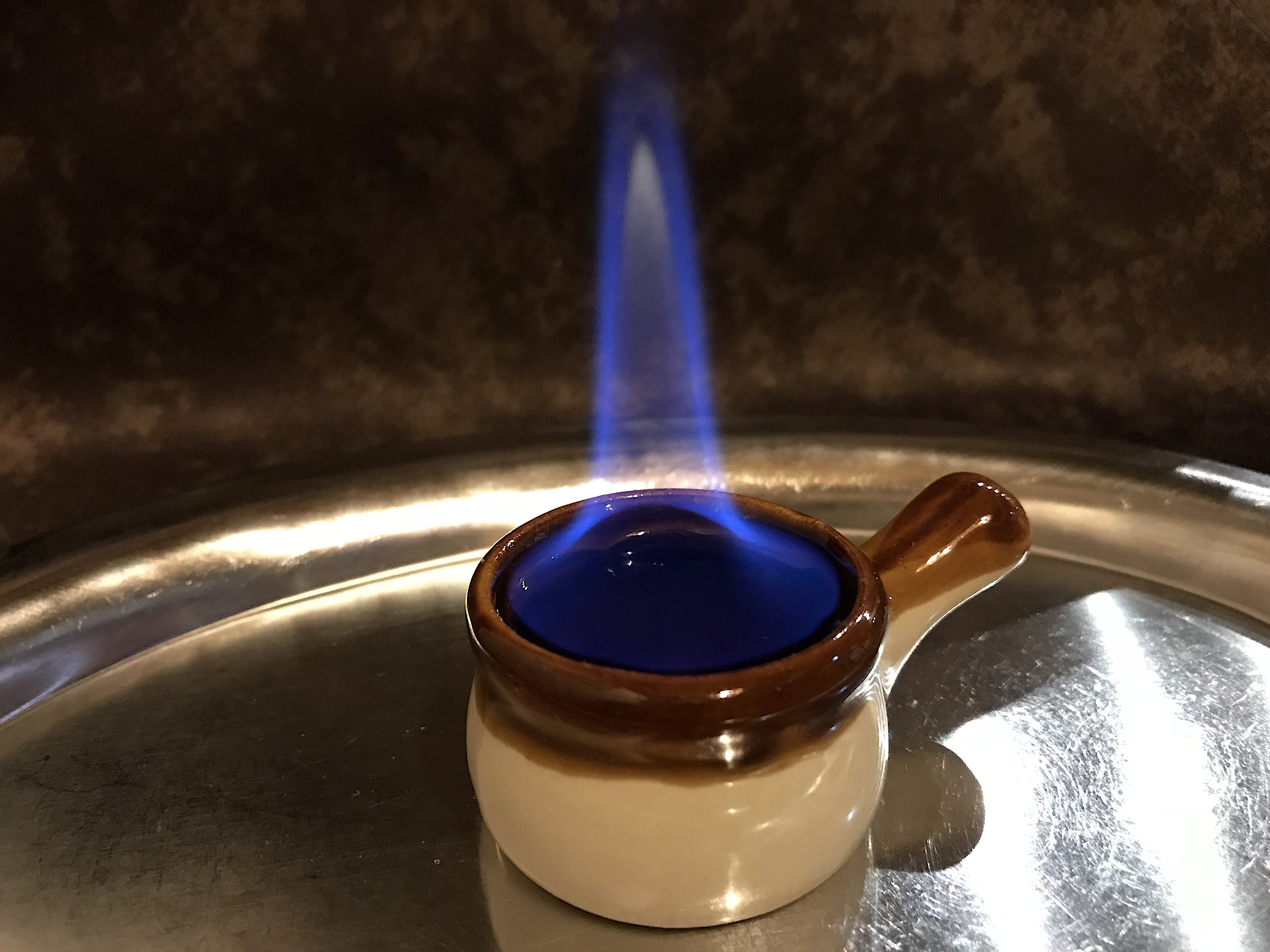
Flambierter Kräuterschnaps

Hochprozentiger Kräuterschnaps kann auch flambiert werden.
Kräuterbitter werden weltweit hergestellt, in Deutschland haben viele Regionen eigene Spezialitäten.